# ملخ‌های دست‌وپاچلفتی
ملخ‌های دست‌وپاچلفتی (نام علمی: Romaleidae) نام یک تیره از راسته راست‌بالان است.